# Juan José Rondón
Juan José Rondón Delgadillo (Santa Rita de Manapire 1790 - Valencia, 1822) fue un militar venezolano. Alcanzó el grado de coronel en el ejército republicano durante las guerras de independencia de Venezuela y Colombia, destacándose especialmente en la batalla del Pantano de Vargas en 1819, durante la Campaña Libertadora de Nueva Granada.

## Origen
Rondón era hijo de los esclavos afroamericanos libertos Bernardo Rondón y Lucía Delgadillo, nacido en el actual estado venezolano de Guárico. En 1812 se enroló en el ejército realista al mando de José Tomás Boves, alcanzando el grado de Capitán. Ante la crueldad desplegada por los llaneros realistas, que terminó pareciéndole innecesaria, en agosto de 1817 decidió pasarse con su escuadrón de unos 50 hombres al bando rebelde. Fue un acto temerario, pues corría el riesgo de que le fusilaran en el acto.

## Participación en la campaña libertadora de la Gran Colombia
Fue acogido en el ejército independentista, no solo por su probado valor, sino sus conocimientos en materia de caballos. El ejército llanero de Bolívar necesitaba de manera urgente y permanente ejemplares para la remonta, pues si bien sus monturas eran apenas adecuadas para las labores de vaquería, el trajín de marchas y contramarchas de la campaña militar obligaba a reemplazarlos cada pocos meses. Y Rondón era el oficial más capacitado para suplir a la caballería con ejemplares capturados en las llanuras.
Derrotado junto al ejército de Bolívar en la Tercera batalla de La Puerta, primera contienda en la que cargó contra sus antiguos compañeros de armas, cabalgó durante casi un año sin inspirar mucha confianza al general José Antonio Páez, jefe supremo de los jinetes rebeldes.

### Batalla de las Queseras del Medio
Ansioso de probarle a Páez y Bolívar que servía para algo más que arrear ganado, un año después de su incorporación tomó parte en La batalla de Las Queseras del Medio, en la cual con la sencilla táctica de cargar y simular la huida nada más chocar con el enemigo, 153 lanceros al mando de José Antonio Páez hicieron que unos 1200 soldados de caballería realistas los persiguieran por la sabana sin darse cuenta de que estaban quedando separados del cuerpo principal del ejército de Pablo Morillo; entonces, tras una súbita orden de Páez «¡Vuelvan caras!»–, la pequeña fuerza dio media vuelta y aniquiló lo más notable de la caballería realista.

### Batalla del Pantano de Vargas

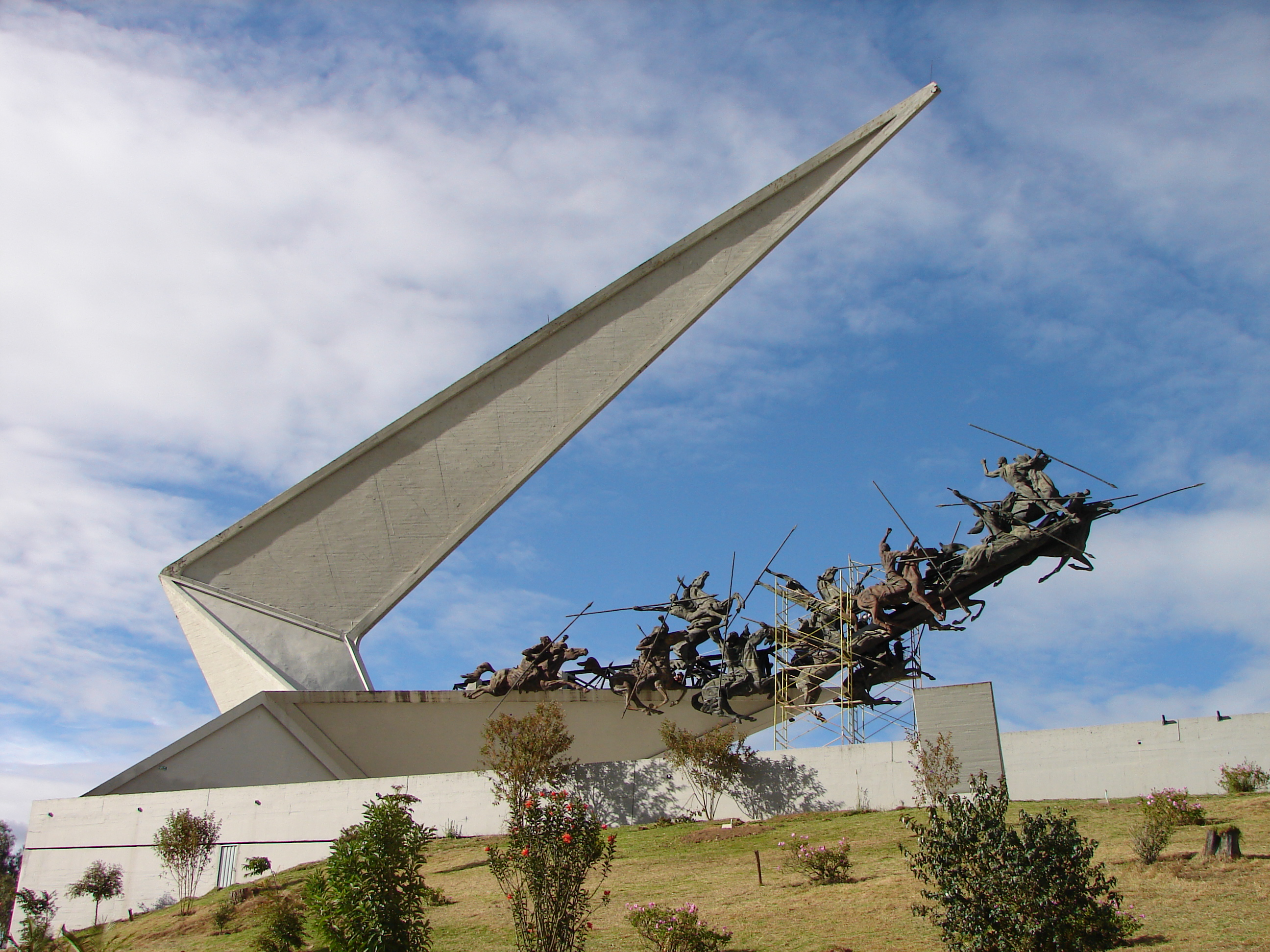
Monumento de los lanceros del Pantano de Vargas

En 1819, durante la Campaña Libertadora de Nueva Granada junto con las tropas de Simón Bolívar penetró en territorio de Nueva Granada (actual Colombia), enfrentando la travesía por los Llanos Orientales y el ascenso a los Andes. El día 25 de julio de 1819, en el epílogo de la batalla del Pantano de Vargas, los ejércitos realista e independentista agotados tras combatir por espacio de 7 horas sin conseguir imponerse ninguno de los dos; José María Barreiro, comandante de la división española, echó sus restos de infantería y caballería por todo el centro del valle. Barreiro, entreviendo el triunfo, gritó emocionado: «¡ni Dios me quita la victoria!», mientras Bolívar, desconcertado, alcanzó a decir algo como «se nos vino la caballería y esto se perdió». A su lado, Rondón le reclamó: «¿Por qué dice eso, general, si todavía los llaneros de Rondón no han peleado?» Fue en ese angustioso instante que Bolívar le responde con la célebre frase «¡Coronel Rondón, salve usted la patria!». Seguido inicialmente por 14 lanceros que respondieron de inmediato a la voz: «¡Que los valientes me sigan!» realizando entonces una carga de caballería, seguido de cerca por el resto de los llaneros, que dispersó a las tropas españolas poniéndolas en retirada, con lo que finalmente los republicanos obtienen la victoria.
El Libertador conservó un inolvidable recuerdo de la decisiva participación de Rondón y un año después, en víspera del aniversario de la batalla, escribía: «Sin Rondón, yo no sé qué hubiera sido del pantano de Vargas»; y, cada año, al acercarse el día de aquella victoria, solía decir: «Mañana es día de San Rondón».
El General Francisco de Paula Santander, comandante de la vanguardia del Ejército Patriota durante la Batalla del Pantano de Vargas, dijo sobre la actuación de Rondón: « La gloria de Vargas pertenece al coronel Rondón, y al teniente coronel Carvajal, ambos de los llanos de Venezuela. A ningún otro se le concedió sino a ellos en aquel glorioso día el renombre de valientes.»

### Batalla de Boyacá
El 7 de agosto de 1819, participó también de manera importante en la batalla de Boyacá, en la cual en lo más intenso de la contienda, Bolívar le ordenó un contraataque con los lanceros llaneros que consiguió que los realistas retrocedieran en desorden e incluso un batallón de caballería huyera sin ofrecer resistencia. Al final de la lucha el ejército realista resulta rodeado y se rinde casi en su totalidad a las tropas de independentistas.

## Muerte
El 11 de agosto de 1822, durante la batalla de Naguanagua, en la cual José Antonio Páez triunfó sobre las tropas españolas; Rondón resultó con una herida leve en talón derecho que se infectó de gangrena, aunque según un comunicado de Páez a Soublette, fechada el 23 de agosto, este indica que es producto del tétanos. Muere el 23 de agosto en la ciudad de Valencia a los 32 años de edad. Sus restos reposan en el Panteón Nacional de Venezuela desde 1896. Fue el primer guariqueño en entrar al Panteón Nacional.

## Homenaje

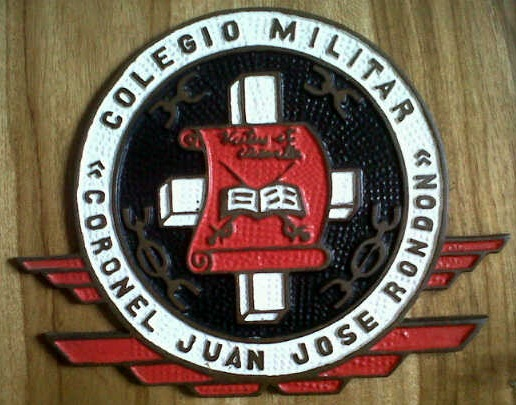

### Colombia
El Grupo de Caballería Mecanizada No 2 «coronel Juan José Rondón», creado en 1919 y perteneciente al Ejército Nacional de Colombia, en la actualidad cumple una misión de seguridad nacional tanto en la frontera con Venezuela como en el interior garantizando la seguridad del complejo carbonífero del Cerrejón.
En el Municipio de Paz de Ariporo, Casanare hay una Institución Educativa y Técnica de nombre "Juan José Rondón", en homenaje a este gran héroe. 
El aeropuerto de  Paipa, Boyacá, se denomina «Juan José Rondón».
En Funza y en Tunja, Boyacá, hay dos colegios militares de nombre «Coronel Juan José Rondón».
El municipio  de Rondón, Boyacá, fue fundado  en 1904.
En la localidad bogotana de Ciudad Bolívar hay un barrio de nombre J.J. Rondón.

## Venezuela
En el Ejército de la República Bolivariana de Venezuela existe el Batallón de Caribes Coronel Juan José Rondón, responsable de contener la violencia de grupos irregulares y del crimen organizado. Este batallón actualmente está acantonado en Santa Bárbara de Barinas; Barinas, formando parte de la 93 Brigada Caribe especial de Seguridad y Desarrollo "G/J. EZEQUIEL ZAMORA";Después del alzamiento del 4 de febrero de 1992, el Batallón de Cazadores Coronel Juan José Rondón Nro.62, acantonado en Caripito, estado Monagas,pasa a sustituir al batallón Nicolás Briceño, de donde surgió comandando esa asonada militar el Comandante Hugo Chávez Frías, tomando el nombre de 422 Batallón de Infantería Paracaidista "Juan José Rondón"; posterior a la llegada de Hugo Chávez a la presidencia de Venezuela, el 422 BInfP vuele a ser denominado "Antonio Nicolás Briceño" y el batallón Juan José Rondón pasa a otras funciones; así mismo, también estuvo acantonado en Casigua del Cubo, Edo. Zulia, como 433 Batallón de Cazadores.

## En la cultura popular
Rondón es dramatizado en la serie Bolívar interpretado por Mauricio Mejía.